# يفيرسون كونتريرز
يفيرسون كونتريرز (بالإسبانية: Yeferson Contreras) هو لاعب كرة قدم كولومبي في مركز الوسط، ولد في 10 أغسطس 1999 في كوكوتا في كولومبيا. لعب مع إندي إليفن.

## وصلات خارجية
- يفيرسون كونتريرز على موقع قاعدة بيانات كرة القدم.إي يو (الإنجليزية)
- يفيرسون كونتريرز على موقع Soccerway.com (الإنجليزية)